# Bill Cheesbourg
Bill Cheesbourg (Tucson (Arizona), 12 juni 1927 - aldaar, 6 november 1995) was een Amerikaans autocoureur, die driemaal aan de Indianapolis 500 heeft deelgenomen in de tijd dat deze wedstrijd nog meetelde in de Formule 1.
Cheesbourg debuteerde op 30 mei 1957 in de Indianapolis 500. Hij reed de wedstrijd, waarin hij met een benzinelek uitviel, namens het Kurtis Kraft-team. Een jaar later werd hij tiende, weer een jaar later viel hij wederom uit.